# Jeden den (film)
Jeden den (v originále One Day) je americká romantická komedie režisérky Lone Scherfigové z roku 2011.

## Obsazení
| Anne Hathawayová     | Emma Morleyová   |
| Jim Sturgess         | Dexter Mayhew    |
| Patricia Clarksonová | Alison Mayhewová |
| Romola Garai         | Sylvie Copeová   |
| Jamie Sives          | pan Godalming    |
| Rafe Spall           | Ian Whitehead    |
| Tom Mison            | Callum           |

## Zajímavosti
Stejný motiv setkání dvou lidí v jednom určitém dni se objevuje i v americké romantické komedii Příští rok ve stejnou dobu - "Stalo se 1. září".